# ELEAGUE
ELEAGUE，缩写为EL，风格化为ΞLEAGUE，是一个电子竞技联赛和一项在TBS电视台上播出的美国电视节目。2015年9月，特纳广播公司与人才经纪公司WME/IMG宣布建立合作伙伴关系。“ELEAGUE”这个名字于当年晚些时候正式揭晓。
该联赛于2016年5月随着以《反恐精英：全球攻势》为项目的第一项赛事的举办而正式启动，第一二赛季分别在2016年5月和10月开始，有来自世界各地的24支战队参加了两个为期10周的联赛赛季，赛季中包括了包括常规赛、季后赛和一项锦标赛。
在第二赛季后，ELEAGUE将CS:GO锦标赛的参赛队伍数量减少到了16支。与在几年前曾试图将职业电竞带入美国电视中的冠军游戏系列赛（Chamionship Gaming Series）不同的是，ELEAGUE将不会锁定参赛战队的独家经营权。TBS电视台在每周一晚上都会直播比赛。
除了CS:GO比赛之外，ELEAGUE还举办了其他游戏的赛事，例如ELEAGUE第三赛季就以流行的格斗游戏《街头霸王》为项目，除此之外还有其他项目的赛事例如《守望先锋》公开赛和《火箭联盟》杯等。
电竞节目的增加是TBS电视台的原创节目重修计划的一部分。该节目以及其他附加内容可同时通过Twitch和YouTube在线观看。ELEAGUE大部分所办赛事的比赛都在亚特兰大的特纳工作室中建造的ELEAGUE Arena进行。

## 赛事

### 维加斯之路（Road to Vegas）
2015年12月8日，CS:GO对战平台FACEIT宣布将与特纳体育和WME/IMG公司在拉斯维加斯的消费电子展（Consumer Electronics Show）上合作举办一场奖金为5万美金，共有两支队伍参赛，名为维加斯之路（Road to Vegas）的赛事。
赛事将分别举办一场北美预选赛和一场欧洲预选赛以决出参赛的两支队伍，而赛事正赛赛制则采用单场BO3决胜制，赛事的胜者则可以晋级ELEAGUE第一赛季。每个预选赛共有8支队伍参赛，OpTic在北美预选赛中晋级，而波兰战队CSGL则从欧洲预选赛中脱颖而出。2016年1月7日，赛事在拉斯维加斯的金沙会展中心举行。OpTic以2-1的比分击败CSGL，获得了第一赛季的参赛资格的同时获得了5万美金奖池中的3万5千美金。

### 第一赛季（Season 1）
ELEAGUE第一赛季于2016年5月24日开始，于7月30日结束。赛事共包含140万美元的奖金池。参与赛事的24支战队被分为6个小组，一组中的每支战队与同组中的其他三支战队对战两次后，将被根据小组成绩确定顺序后分为四组进行单败淘汰赛。每个小组的第一名进入季后赛，第二名进入最后机会资格赛（Last Chance Qualifier）。此外，小组第三名的战队中的前两名也将进入最后机会资格赛。最后机会资格赛的战队采用八支战队的单败淘汰赛，其中两支战队会进入季后赛。
季后赛参赛队伍共八支，其中有各自小组第一名的六支队伍：Team EnVyUs、Fnatic、Natus Vincere、Cloud9、Astralis和Ninjas in Pyjamas，以及从最后机会资格赛中晋级的两支队伍：mousesports和Virtus.pro。
决赛于2016年7月30日举行，由Fnatic对阵Virtus.pro，最终Virtus.pro以2-0的大比分夺冠，为ELEAGUE的首个赛季画上了句号。
巴西阵容战队Luminosity Gaming和SK Gaming由于合同纠纷均被取消本赛季的参赛资格。在ELEAGUE第一赛季的比赛期间，夺冠大热门Luminosity突然在一夜之间全部改换门庭，宣布未来将为SK效力。其实Luminosity的选手、教练和经理在加入Luminosity之前都已与SK签约并约定在未来与战队一起比赛，但外界并不知晓这次签约，因此对于外界来说，此次Luminosity改换门庭的转变来的十分突然。经过数周的合同纠纷，Luminosity和SK达成协议，来自Luminosity的巴西选手可以加入SK Gaming，而原SK的丹麦选手组建新队伍Team X。ELEAGUE认为这场纠纷是对队伍的宣传活动，同时规则上也没有相关的规定，因此取消了两支队伍的参赛资格。后来有报道称，至少有五支ELEAGUE参赛队伍——Cloud9、Echo Fox、NRG Esports、Team Liquid和Team SoloMid——请求阻止目前的SK Gaming继承Luminosity的季后赛席位。SK Gaming的选手埃皮塔西奥“TACO”德梅洛声称，在取消参赛资格的裁决公开宣布之前，他的战队并未收到有关裁决的通知。

### 第二赛季（Season 2）
第一赛季决赛结束时，分析师理查德·刘易斯（Richard Lewis）宣布再次以CS:GO为项目的ELEAGUE第二赛季将于2016年10月7日开始。
第二赛季于2016年10月7日开始，于12月3日结束，共包含110万美元的奖金池。与第一赛季不同，第二赛季使用了类似于Valve官方的CS:GO特级锦标赛的赛制，类似于当年的2016年MLG哥伦布锦标赛或2016年ESL One科隆Major。本赛季将包括公开预选赛和封闭预选赛和双败淘汰赛制的小组赛，以及与上赛季一样的季后淘汰赛。
第二赛季于2016年10月21日开始。晋级季后赛的八支队伍分别是小组第一名mousesports、Virtus.pro、Astralis和Team Dignitas，以及小组第二名FaZe Clan、Ninjas in Pyjamas、SK Gaming、和OpTic Gaming。
在决赛圈中，Astralis分别击败了Ninjas in Pyjamas和SK Gaming晋级决赛，OpTic Gaming而分别击败了mousesports和FaZe Clan晋级。在总决赛中，OpTic Gaming以2比1击败了Astralis，赢得了ELEAGUE第二赛季的冠军。

### 第三赛季—ELEAGUE 街头霸王V邀请赛
在举办了两届CS:GO赛事后，ELEAGUE第三赛季转而举行街头霸王V的邀请赛。ELEAGUE邀请了来自世界各地的32名选手参加这项赛事。32名选手中16名选手是基于他们在2016年卡普空职业巡回赛的成绩而受邀参赛，另外16名选手则是收到了游戏制作组卡普空的邀请。32名选手将进行常规赛，从中决出8名选手晋级季后赛。
赛事共在2017年与2018年举办了两届。第一届赛事于2017年3月27日至5月26日在饮料公司G FUEL冠名赞助的G FUEL ELEAGUE Arena举办，最终由选手Punk夺得冠军。第二届赛事于2018年6月1日至7月13日在同地点举办，最终由选手Tokido夺得冠军。

### ELEAGUE奖金之争：重赛（Clash for Cash: The Rematch）
2017年6月7日，ELEAGUE宣布了他们的新赛事—奖金之争。这场赛事将会是ELEAGUE Major 2017的决赛的重赛，两只Major决赛队伍Astralis和Virtus.pro将再次对决，两只队伍将再次进行一场类似于Major决赛的BO3比赛，赢家可以独吞25万美金的奖金，败者则没有任何奖金。
赛事于2017年6月17日于亚特兰大的ELEAGUE Arena举行。赛前，Virtus.pro的选手TaZ对队伍感到十分自信，并称“明天将会看到一支新的，更好的Virtus.pro”，但在第二天的赛事中，Astralis在7-16输掉图一后，以16-4和16-3的大比分优势连续拿下两张地图，以2-1的大比分再次击败Virtus.pro，拿到了全部25万美金奖金。

### 第四赛季—ELEAGUE CS:GO Premier 2017
ELEAGUE在第四赛季中回归《反恐精英：全球攻势》的竞赛，赛事将包含一百万美金的奖金池。最初，参赛的十六支战队中十二支队伍会根据之前的ELEAGUE成绩被直邀参赛，而另外四支战队必须参加各自的地区预选赛。然而，由于第二赛季冠军OpTic Gaming的阵容发生了大变化，只保留了第二赛季中五名选手中的一名：stanislaw在赢得第二赛季冠军后不久就转投Team Liquid，tarik和RUSH转投Cloud9，NAF则转为替补位置，后来加入Renegades，使得mixwell成为队伍中唯一未变的成员。OpTic随后引进了四名欧洲选手来填补其阵容。因此根据ELEAGUE规则，大部分阵容的变化将导致战队失去参赛资格。所以美洲预选赛中排在第三名的战队（后来的Renegades）在锦标赛中取代了OpTic的席位。
赛事于2017年9月8日至10月13日在亚特兰大的ELEAGUE Arena举行，包含了一百万美元的奖金。晋级季后赛对阵的是小组第一名FaZe Clan、North、Cloud9和Astralis，以及小组第二名G2 Esports、Fnatic、Team EnVyUs和Heroic。
决赛圈中，Astralis分别击败Fnatic和Cloud9晋级决赛，FaZe Clan分别击败Team EnVyUs和North进入决赛。Astralis保持了与2017年赢得ELEAGUE亚特兰大Major时相同的阵容，而FaZe Clan引入了新的全明星阵容，新阵容自2017年DreamHack马尔默大师赛输给Gambit Esports以来在线下赛上没有输过一张地图。在决赛上，FaZe Clan在第一张地图上半场被Astralis打出3-12的比分但在下半场成功逆转，并统治了第二张地图，以2-0击败Astralis夺得了ELEAGUE第四赛季的冠军。

### ELEAGUE CS:GO Premier 2018
在2018年ELEAGUE波士顿特级锦标赛的最后一天，主持人理查德·刘易斯宣布ELEAGUE新的“Premier”赛事将于2018年7月21日亮相。
赛事于2018年7月21日至7月29日在亚特兰大的ELEAGUE Arena举行，赛制与第二赛季类似，和去年的赛事一样包含了一百万美元的奖金池。当时HLTV世界排名排在前八名的战队将被直邀参与赛事。小组赛中，8支队伍被分为2个小组，采用双败淘汰制。淘汰赛的形式则与之前类似，采用单败淘汰制，一开始小组的第一名战队将对阵另一小组的第二名直到冠军被决出为止，每场比赛均为BO3（三局两胜）。
成功晋级淘汰赛的队伍有：Astralis，mousesports，Team Liquid和Natus Vincere。
淘汰赛半决赛中，Astralis击败了mousesports，而Team Liquid击败了Natus Vincere。总决赛中，Astralis延续了整场赛事没有输掉一张地图的势头，以2-0击败Team Liquid夺得冠军。

### 2019 ELEAGUE CS:GO邀请赛（Invitational 2019）
2019年1月10日，ELEAGUE宣布了他们2019年的第一个赛事，也是ELEAGUE迄今为止举办的最后的一个CS:GO赛事，ELEAGUE 2019 CS:GO邀请赛。本次的赛事与之前相比规模较小，只有4支直邀队伍参赛争夺15万美金的奖金池。
本届赛事参赛的队伍有：BIG，Cloud9，compLexity Gaming和FaZe Clan。
赛事在亚特兰大的ELEAGUE Arena举行，从2019年1月25日开始，于1月27日结束。赛制采用双败淘汰制，每场比赛均为BO3（三局两胜）。FaZe Clan在开局第一场中失利输给了Cloud9跌入败者组，但FaZe Clan在败者组中接连击败compLexity和BIG晋级决赛。最终在决赛中再次对阵Cloud9并以3-16、16-12、16-9，总比分2-1击败Cloud9夺得冠军与奖金池中的8万美元。

## CS:GO特级锦标赛（Major）

### ELEAGUE Major 2017
2016年9月27日，Valve宣布了CS:GO的第十个Major，也是2017年的第一个Major：ELEAGUE Major 2017，也称为ELEAGUE亚特兰大 2017。ELEAGUE Major 2017于1月22日至29日举行，为期八天。
ELEAGUE在承办Major主赛的同时承办了美洲预选赛（Americas Minor Championship）和线下预选赛（Offline Qualifier），前者将决出两支参加线下预选赛的美洲队伍，而后者将决出参加Major正赛的八支队伍。
与之前的Major一样，八支战队根据上一届Major——2016年ESL One科隆站的前八名排名获得自动申办资格，另外八支战队通过线下预选赛获得参赛资格。值得一提的是，本届赛事小组赛的赛制与之前的Major完全不同，Major将采用16支战队瑞士轮的赛制，而不是之前的4组GSL赛制。
本届Major的前八名队伍分别是Natus Vincere、Virtus.pro、Astralis、North、FaZe Clan、Fnatic、SK Gaming和Gambit Gaming，这些进入前八的战队被称为传奇组。
在四分之一决赛中，Astralis击败了Natus Vincere，Fnatic击败了Gambit Gaming，Virtus.pro击败了North，SK Gaming击败了FaZe Clan。在半决赛中，Astralis在第一张地图势均力敌、第二张地图则干净利落地击败了Fnatic。Virtus.pro在一场势均力敌的2-0比赛中淘汰了卫冕冠军SK Gaming。
总决赛中Astralis对阵Virtus.pro。在一场势均力敌的BO3比赛中，Astralis最终分别以12-16、16-14、16-14，2-1的总比分击败了Virtus.pro，赢得了其首个Major冠军。马库斯"Kjaerbye"克耶尔拜被评为本届Major的MVP，同时成为了当时历史上最年轻的Major MVP。

### ELEAGUE Major: 波士顿 2018
2017年10月5日，Valve宣布ELEAGUE将举办2018年的第一场Major，也是CS:GO历史上第十二场Major：ELEAGUE Major: 波士顿 2018。与以往只有16支队伍参赛的Major不同，波士顿Major共有24支队伍参加。Valve于本届Major扩展了赛制，以前被称为“Major预选赛”（The Major Qualifier）的预选赛现更名为“新挑战者组”（The New Challengers Stage）。本届赛事也是CS:GO Major历史上首次在两个不同的城市举行，小组赛于1月19日至22日在亚特兰大特纳工作室的ELEAGUE Arena举行，先前所有的ELEAGUE赛季的比赛均在此进行。而淘汰赛（也被称为新冠军组）于1月26日至28日在波士顿大学的阿甘尼斯体育馆举行。
上届的传奇组战队只有两支SK Gaming和Fnatic进入了八强淘汰赛，而上届的冠亚军Astralis和Virtus.pro则在新传奇组分别以1-3和0-3的总比分爆冷淘汰。晋级八强冠军组（The Champion Stage）的战队包括SK Gaming、Fnatic、G2 Esports、FaZe Clan、Natus Vincere、Quantum Bellator Fire、mousesports和Cloud9。赛事的大热门FaZe Clan在四分之一决赛与半决赛中击败了mousesports和Natus Vincere，而主场黑马Cloud9则分别击败了G2 Esports和SK Gaming晋级决赛。总决赛在经过了后来被称为CS:GO历史上最精彩的一场系列赛后，Cloud9以14-16、16-10、22-19的比分击败了FaZe Clan，夺得2018年波士顿Major冠军。此外，Cloud9也成为北美第一支赢得Major冠军的队伍。

## 其他赛事与节目

### 守望先锋公开赛
2016年7月，ELEAGUE宣布首届《守望先锋》公开赛将于2016年8月开始，总奖金为30万美元。各大洲预选赛的优胜者，八支北美战队，八支欧洲战队，共十六支战队参加了主赛事，除此之外还有更多的战队参加了预选赛。战队们将在ELEAGUE Arena展开对决。比赛于2016年8月1日至9月30日举行。在北美，最终进入决赛的四支队伍是Team EnVyUs、Cloud9、Fnatic和NRG Esports。EnVyUs在北美决赛中以3-1击败Fnatic。在欧洲预选赛，最终进入决赛的四支队伍分别是Ninjas in Pyjamas、Misfits、Rogue和FaZe Clan。Misfits在欧洲决赛中以3-2击败Rogue。在总决赛中，Misfits以三比一击败EnVyUs，夺得了占总奖池三分之一的冠军奖金。

### 《不义联盟2》世界锦标赛
ELEAGUE主办了《不义联盟2》世界锦标赛，该锦标赛于2017年10月27日开始，并于2017年11月10日结束。共有来自世界各地的16名选手从预选赛中晋级参加比赛，奖金池为25万美元。
| 晋级赛事                 | 晋级排位 | 晋级选手 |
| ------------------------ | -------- | --- |
| Proseries 2017           | 前八     | ALG \| Dragon F3 \| DR Gross PG \| Hayatei BC \| Honeybee Noble \| Semiij FOX \| Sonic Fox FOX \| Theo \| Tekken Master |
| Gamestop Hometown Heroes | 前二     | ER \| Knicks Nubcakes                                                                                                   |
| Path To Pro              | 前二     | Bombooka Happypow |
| Liga Latina 2017         | 前二     | VX \| HeeyGe0rge VX \| Killer Xenox                                                                                     |
| ELEAGUE最后机会晋级赛    | 前二     | PxP \| A F0xy Grandpa Circa \| ForeverKing                                                                              |

赛制采用BO5（五局三胜）的双败淘汰赛，十六名选手被分成两组，每组由八名选手组成，每个小组只有两名选手能够进入正赛，在淘汰赛中，选手们采用四人制和BO5（五局三胜）的双败淘汰赛。最终，选手Dragon击败了选手A F0xy Grandpa，带回了25万美元奖金池中的15万美元。

### ELEAGUE杯：火箭联盟
ELEAGUE火箭联盟杯于2017年12月1日开始，并于2017年12月3日结束。ELEAGUE邀请了来自世界各地的八支顶级队伍：Chiefs Esports Club、Cloud9、G2 Esports、Gale Force eSports、Ghost Gaming 、Method、Mock-It eSports和PSG eSports。战队们将争夺十五万美元的奖金。
总决赛中，G2 Esports和Gale Force eSports之间展开了激烈的对决，G2在七局三胜的系列赛中以4-3的比分击败了当时的世界冠军，夺得了15万美元奖金池中的七万美元。
火箭联盟杯共举办了两届，2018年的第二届赛事，共有八支战队参赛：Cloud9、Dignitas、Evil Geniuses、FlipSid3、NRG、PSG eSports、The Chiefs、We Dem Girlz。最终在决赛中We Dem Girlz以4-1的总比分击败Cloud9，夺得了赛事的冠军。

### 纪录片—ELEAGUE：Dota 2国际邀请赛之路
2017年7月18日，ELEAGUE在官方网站上宣布了他们向Dota 2项目的扩展—Dota 2国际邀请赛之路，纪录片将讲述两支战队：compLexity Gaming和OG Dota 2在世界各地赛事征战的故事。纪录片共有4集，从8月4日起在TBS电视台播放。TBS电视台从7月28日起还会播放Valve制作的Dota 2纪录片心竞技（Free to Play）。

### 铁拳团队对决（TEKKEN Team Takedown）
2018年3月，ELEAGUE在官网上公布了以万代南宫梦制作的游戏《铁拳》为项目的新赛事：铁拳团队对决（TEKKEN Team Takedown）。赛事将有20名选手参加，各自分为4组。赛事于2018年3月3日在亚特兰大的ELEAGUE Arena举行，最终由选手Cuddle_Core带领的战队Team Cuddle_Core以6-5击败Team Pokchop夺得赛事的冠军。

### 真人节目—ELEAGUE挑战者：街头霸王V
2018年，ELEAGUE推出了他们的首部真人秀系列节目《ELEAGUE挑战者：街头霸王V》。该系列节目邀请了来自格斗游戏界的七位名人住在同一所房子里互相竞争冠军。该剧展现了选手们在卡普空格斗游戏《街头霸王V》中的对决，以及他们在住在同一所房子时的各种欢乐和互动。该系列节目于2018年4月20日首播，共五集。受邀参加节目的选手包括LowTierGod、Gllty和RobTV。说唱歌手卢佩·菲亚斯科也作为特邀嘉宾出现在节目中。

### 战争机器邀请赛（Gears Invitational）
2019年6月19日，ELEAGUE在官网上公布了以游戏《战争机器5》为项目，共有八支队伍参赛的新赛事。
2019年7月13日至14日，ELEAGUE在ELEAGUE Arena举行了《战争机器》夏季邀请赛（The ELEAGUE Gears Summer Series Invitational）。参赛的战队共有欧洲队（EU's Finest）、Ghost、Glory、Mazer、Reciprocity、RISE、Simplicity和TOX Gaming。最终TOX Gaming在决赛中以3-1的大比分优势击败Ghost获得冠军。

### FIFA赛事
2019年2月到2020年2月，ELEAGUE分别举办了两项以游戏《FIFA 19》与两项以《FIFA 20》为项目的赛事。
1. 2019年2月22到24日—FIFA终极团队冠军杯（FUT Champions Cup）
2. 2019年5月4至5日—ELEAGUE FIFA 19杯（ELEAGUE FIFA 19 Cup）
3. 2020年1月17日至19日—FIFA终极团队冠军杯第三阶段（FUT Champions Cup Stage III）
4. 2020年2月21日至23日—FIFA终极团队冠军杯第四阶段（FUT Champions Cup Stage IV）

这些赛事都包括三个组别的比赛：PS4组别，Xbox组别与跨平台总决赛，赛事在决出自己的冠军同时也充当更高组别的赛事：FIFA 19和20的全球系列赛（FIFA Global Series）的晋级赛的作用。其中FIFA终极团队冠军杯第四阶段是ELEAGUE第一次在北美以外的地方举办赛事，赛事在法国巴黎的鲁雄工作室举行，由Zezinho夺得了冠军。

## 引用
1. ↑  . IGN Brasil. 2017-03-23  [2023-06-23]. （原始内容存档于2017-09-08） （巴西葡萄牙语）.
2. 1 2 3  Lewis, Richard. . The Daily Dot. 2015-09-23  [2015-11-16]. （原始内容存档于2016-06-24）.
3. ↑  Heitner, Darren. . Forbes. 2015-12-04  [2015-12-04]. （原始内容存档于2017-09-21）.
4. ↑  Frank, Allegra. . Polygon. 2015-09-24  [2015-11-20]. （原始内容存档于2023-03-23）.
5. ↑  Spangler, Todd. . Variety. 2015-09-23  [2015-11-16]. （原始内容存档于2017-06-22）.
6. ↑  . liquipedia.net.   [2023-06-23]. （原始内容存档于2022-11-14）.
7. ↑  Dave, Paresh. . Los Angeles Times. 2015-09-23  [2015-11-20]. （原始内容存档于2023-05-26）.
8. ↑  . Time Warner. 2015-09-24  [2015-11-20]. （原始内容存档于2017-06-02）.
9. ↑  Wynne, Jared. . The Daily Dot. 2015-11-06  [2015-11-20]. （原始内容存档于2016-11-10）.
10. ↑  Schwartz, Nick. . USA Today. 2015-09-23  [2023-06-23]. （原始内容存档于2017-10-11）.
11. ↑  Higgins, Chris. . MCV. 2015-09-24  [2015-11-16]. （原始内容存档于2016-12-29）.
12. ↑  Striker. . HLTV.org. 2015-12-08  [2023-06-24]. （原始内容存档于2022-07-06） （英语）.
13. ↑  . HLTV.org. 2016-01-07  [2023-06-24]. （原始内容存档于2023-06-02） （英语）.
14. ↑  . liquipedia.net.   [2023-06-23]. （原始内容存档于2022-10-03）.
15. ↑  . liquipedia.net.   [2023-06-23]. （原始内容存档于2023-06-06）.
16. ↑  Min-Sik Ko [@minsikko].  (推文). 2016-07-06 –Twitter.
17. 1 2 3  . www.imbatv.cn.   [2023-06-25]. （原始内容存档于2023-06-25）.
18. ↑  . 2016-05-27  [2023-06-23]. （原始内容存档于2023-03-14）.
19. ↑  . 2016-06-24  [2023-06-23]. （原始内容存档于2023-03-16）.
20. ↑  . 2016-07-06  [2023-06-23]. （原始内容存档于2020-11-08）.
21. ↑  Epitácio [@TACOCS].  (推文). 2016-07-06 –Twitter.
22. ↑  ELEAGUE [@ELEAGUETV].  (推文). 2016-07-20 –Twitter.
23. ↑  . liquipedia.net.   [2023-06-23]. （原始内容存档于2022-12-02）.
24. ↑  . ELEAGUE. 2017-02-23  [2017-02-23]. （原始内容存档于2017-10-14）.
25. 1 2 3 4  .   [2023-06-23]. （原始内容存档于2023-02-09）.
26. ↑  LucasAM. . HLTV.org. 2017-06-07  [2023-06-23]. （原始内容存档于2023-04-13） （英语）.
27. ↑  MIRAA. . HLTV.org. 2017-06-16  [2023-06-23]. （原始内容存档于2023-04-13） （英语）.
28. ↑  MIRAA. . HLTV.org. 2017-06-17  [2023-06-23]. （原始内容存档于2023-03-29） （英语）.
29. ↑  .   [2023-06-23]. （原始内容存档于2021-10-27）.
30. ↑  . liquipedia.net.   [2023-06-23]. （原始内容存档于2022-12-02）.
31. ↑  Mira, Luis. . HLTV.org. 2018-01-28  [2018-01-28]. （原始内容存档于2023-01-23）.
32. ↑  . liquipedia.net.   [2023-06-23]. （原始内容存档于2023-03-25）.
33. ↑  LucasAM. . HLTV.org. 2019-01-11  [2023-06-23]. （原始内容存档于2023-03-17） （英语）.
34. ↑  . liquipedia.net.   [2023-06-23]. （原始内容存档于2022-05-23）.
35. ↑  .   [2023-06-23]. （原始内容存档于2016-12-17）.
36. ↑  . ELEAGUE.   [2023-06-24]. （原始内容存档于2020-03-14） （英语）.
37. ↑  . ELEAGUE.   [2023-06-24]. （原始内容存档于2020-03-14） （英语）.
38. ↑  . liquipedia.net.   [2023-06-23]. （原始内容存档于2017-12-31）.
39. ↑  BenjaCS. . HLTV.org. 2017-02-06  [2023-06-24]. （原始内容存档于2023-04-16） （英语）.
40. ↑  . esportsintegrity.com. 2022-06-06  [2023-06-23]. （原始内容存档于2023-03-21） （美国英语）.
41. ↑  Ring, Oliver. . Esports Insider. 2017-12-14  [2018-02-23]. （原始内容存档于2022-12-03）.
42. ↑  . Counter-Strike: Global Offensive. 2017-10-05  [2017-10-05]. （原始内容存档于2022-06-29）.
43. ↑  . Counter-Strike: Global Offensive. 2017-10-05  [2017-10-05]. （原始内容存档于2017-10-08）.
44. ↑  Wolf, Jacob. . ESPN. 2017-10-05  [2017-10-05]. （原始内容存档于2023-04-16）.
45. ↑  . Liquipedia Counter-Strike Wiki.   [2023-06-23]. （原始内容存档于2022-07-03） （英语）.
46. ↑  Paget, Mat. . GameSpot. 2016-07-22  [2016-07-22]. （原始内容存档于2016-07-24）.
47. ↑  Szymborski, Dan. . ESPN. 2016-10-06  [2017-09-20]. （原始内容存档于2023-04-08）.
48. ↑  Wolf, Jacob. . ESPN. 2017-06-11  [2017-10-27]. （原始内容存档于2019-05-09）.
49. ↑  Meekin, Paul. . Heavy. 2017-10-25  [2017-10-27]. （原始内容存档于2023-02-01）.
50. ↑  Compendio, Chris. . Paste. 2017-10-25  [2017-10-27]. （原始内容存档于2017-10-28）.
51. ↑  . ELEAGUE.   [2023-06-24]. （原始内容存档于2020-09-27） （英语）.
52. ↑  . ELEAGUE.   [2023-06-24]. （原始内容存档于2020-09-27） （英语）.
53. ↑  . ELEAGUE. 2018-03-03  [2023-06-24]. （原始内容存档于2020-09-23） （英语）.
54. ↑  Reepal "RIP" Parbhoo. . ELEAGUE. 2018-03-14  [2023-06-24]. （原始内容存档于2020-09-20） （英语）.
55. ↑  .   [2023-06-23]. （原始内容存档于2021-04-20）.
56. ↑  . 2018-04-05  [2023-06-23]. （原始内容存档于2019-11-29）.
57. ↑  . ELEAGUE. 2019-06-19  [2023-06-24]. （原始内容存档于2020-08-09） （英语）.
58. ↑  . ELEAGUE.   [2023-06-24]. （原始内容存档于2020-05-09） （英语）.
59. ↑  . ELEAGUE.   [2023-06-24]. （原始内容存档于2020-03-09） （英语）.